# فاجعه معدن لیستویاژنایا
فاجعه معدن لیستویاژنایا (انگلیسی: Listvyazhnaya mine disaster) در ۲۵ نوامبر ۲۰۲۱ در معدن زغال سنگ استان کمروو روسیه رخ داد. در این حادثه دود ناشی از آتش در ستون تهویه هوا باعث خفگی بیش از ۴۰ معدنکار شد. تلاش ناکام برای نجات معدنکاران به دام افتاده، سبب شد در اثر انفجار ۵ نفر از اعضای گروه نجات کشته شود. در مجموع با ۵۱ کشته و ۷۶ زخمی، این مرگبارترین حادثه معدن در روسیه از سال ۲۰۱۰ است. 